# Karol Ferster

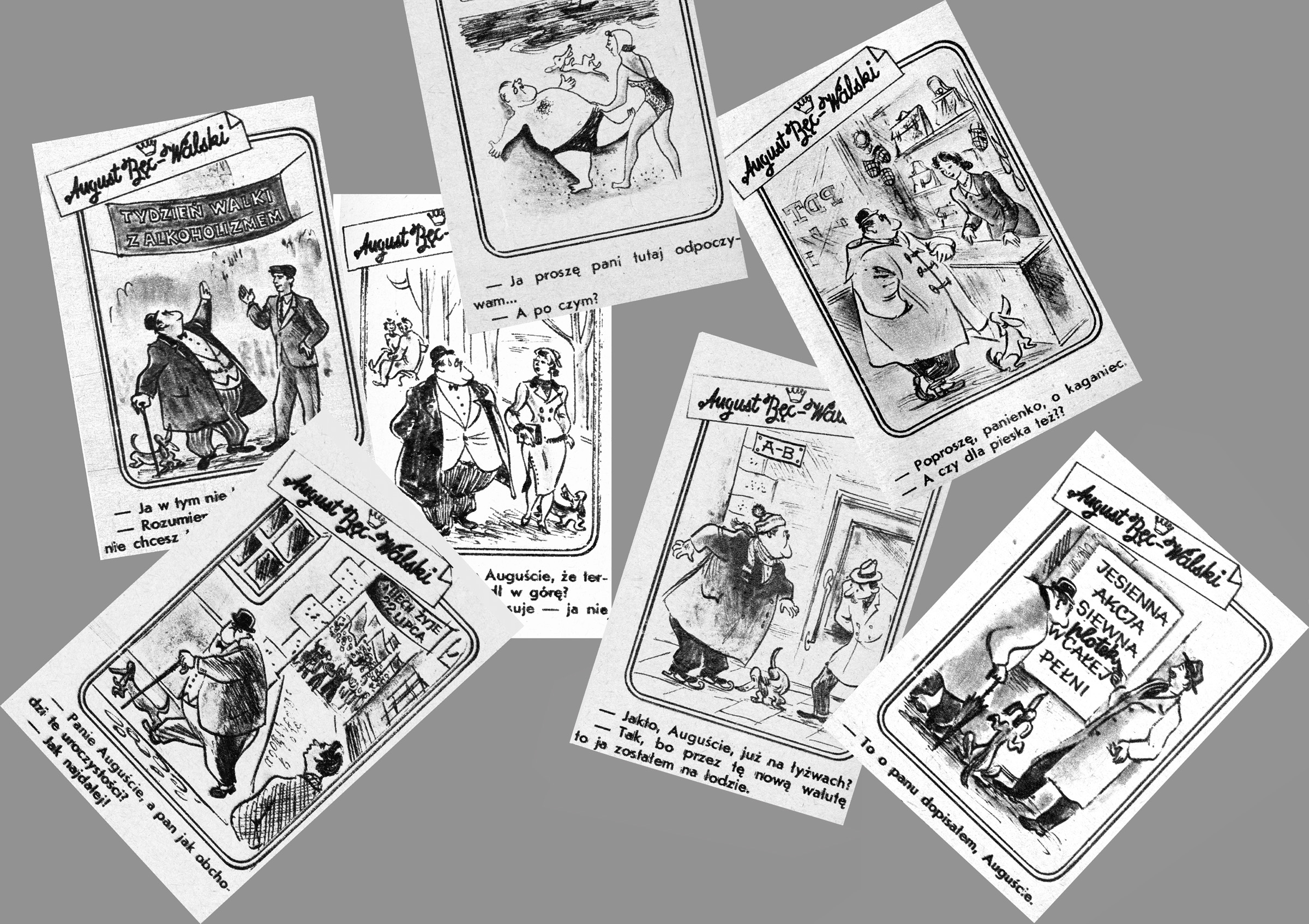
August Bęc-Walski „Przekrój” 1950

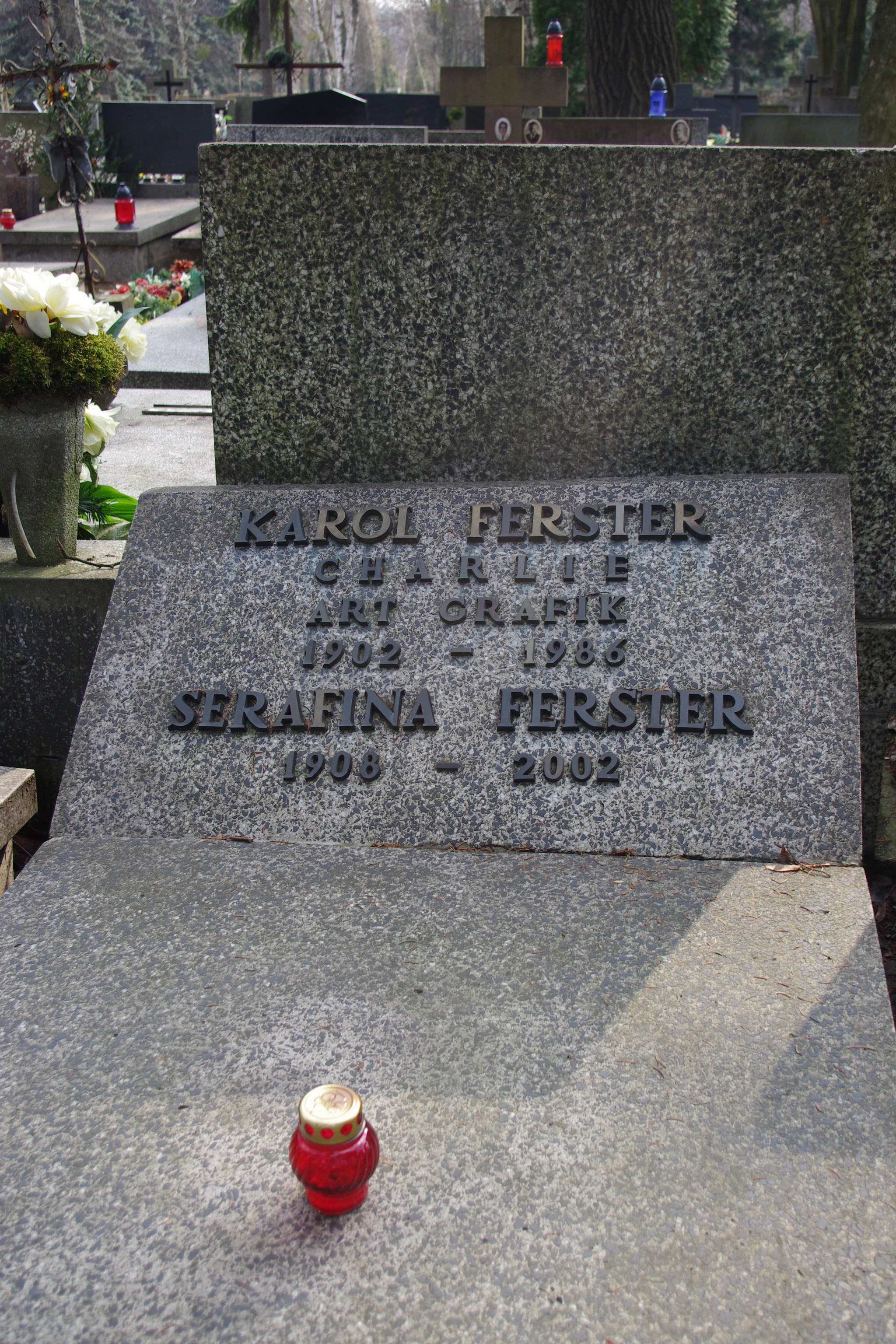
Grób grafika Karola Ferstera na cmentarzu Wojskowym na Powązkach w Warszawie

Karol Ferster, ps. „Charlie” (ur. 17 maja 1902 w Kalwarii Zebrzydowskiej, zm. 7 lipca 1986 w Warszawie) – polski rysownik, karykaturzysta, satyryk.

## Życiorys
Urodził się w Kalwarii Zebrzydowskiej jako Karol Förster (używał tego nazwiska do 1939). Był pochodzenia żydowskiego, synem Dawida Förstera, adwokata. Uczęszczał do gimnazjum w Krakowie. W latach 1920–1926 studiował na Wydziale Malarstwa i Grafiki Akademii Sztuk Pięknych w Krakowie, w zakresie malarstwa uczeń prof. Wojciecha Weissa, w zakresie grafiki uczeń prof. Jana Wojnarskiego. Równolegle w latach 1920–1924 studiował prawo na Uniwersytecie Jagiellońskim, po ukończeniu którego odbył praktykę w krakowskim sądzie karnym, jako protokolant, a następnie aplikant u własnego ojca. Przez dwa lata pracował jako nauczyciel rysunku w jednym z krakowskich gimnazjów. W 1928 przez 6 miesięcy studiował grafikę w Berlinie. Był członkiem krakowskiej grupy Zrzeszenie Artystów Plastyków „Zwornik”. Od 1928 współpracował jako rysownik i karykaturzysta z dziennikiem „Ilustrowanym Kuryerem Codziennym”, z tygodnikiem „Kurier Literacko-Naukowy” oraz tygodnikiem satyrycznym „Wróble na Dachu”. Ilustrował wiele książek. 
Po wybuchu II wojny światowej, w latach 1939–1945 przebywał we Lwowie, gdzie pracował w kooperatywie artystycznej „Chudożnik” i czasowo w filii moskiewskiego „Krokodiła”. Po zajęciu Lwowa przez Niemców trafił do obozu janowskiego, skąd dzięki pomocy przyjaciół uciekł do Warszawy. Tam przebywał do końca powstania warszawskiego.
Po wojnie, od 1945 w Krakowie współpracował z „Przekrojem” i „Dziennikiem Polskim”. Był twórcą postaci Augusta Bęc-Walskiego – groteskowego reakcjonisty, ukazującego się przez wiele lat na czternastej stronie „Przekroju”. W latach 1946–1950 i 1956–1957 był korespondentem prasy krakowskiej w Paryżu. Po powrocie do kraju osiadł w Warszawie, gdzie stale współpracował z tygodnikami „Świat”, „Mucha” (jako kierownik artystyczny) i „Szpilki”, a także dziennikiem „Życie Warszawy”. Miał wiele wystaw indywidualnych (głównie karykatury i satyry) w kraju i za granicą. 
Był także autorem wielu reklam herbaty firmy „Szarski i Syn” w Krakowie. W latach 1951–1958 projektował plakaty filmowe oraz plakaty satyryczno-polityczne.
Wszystkie rysunki podpisywał pseudonimem „Charlie”. W 1952 roku otrzymał Nagrodę Państwową III stopnia za aktualne karykatury polityczne. Był też laureatem Złotej Szpilki (1967) i Złotej Szpilki z Wawrzynem (1971).
Od 1945 roku należał do PPR, a od 1948 – do PZPR.
Był mężem Serafiny (1908–2002).
Zmarł w Warszawie, pochowany na cmentarzu Wojskowym na Powązkach (kwatera B23-2-22). Jego prace po śmierci zostały przekazane przez wdowę do warszawskiego Muzeum Karykatury im. E. Lipińskiego.

## Ordery i odznaczenia
- Krzyż Oficerski Orderu Odrodzenia Polski[1]
- Krzyż Kawalerski Orderu Odrodzenia Polski[1]
- Złoty Krzyż Zasługi (11 lipca 1955)[8]